# Галкинське
Га́лкинське (рос. Галкинское) — село у складі Комишловського району Свердловської області. Адміністративний центр Галкинського сільського поселення.
Населення — 820 осіб (2010, 890 у 2002).
Національний склад станом на 2002 рік: росіяни — 94 %.